# Badarpur
Badarpur là một thị xã và là nơi đặt ủy ban khu vực thị xã (town area committee) của quận Karimganj thuộc bang Assam, Ấn Độ.

## Địa lý
Badarpur có vị trí 24°54′B 92°36′Đ / 24,9°B 92,6°Đ Nó có độ cao trung bình là 16 mét (52 foot).

## Nhân khẩu
Theo điều tra dân số năm 2001 của Ấn Độ, Badarpur có dân số 11.291 người. Phái nam chiếm 52% tổng số dân và phái nữ chiếm 48%. Badarpur có tỷ lệ 84% biết đọc biết viết, cao hơn tỷ lệ trung bình toàn quốc là 59,5%: tỷ lệ cho phái nam là 87%, và tỷ lệ cho phái nữ là 81%. Tại Badarpur, 10% dân số nhỏ hơn 6 tuổi.